# Rafał Przybylski
Pour les articles homonymes, voir Przybylski.
Rafał Przybylski, né le 19 février 1991 à Szczecin, est un joueur de handball polonais évoluant au poste d'arrière droit.
Après avoir évolué en Pologne et disputé le Championnat du monde 2017, il rejoint à l'été 2017 le club français du Fenix Toulouse. Après deux saisons en France, il est retourné au KS Azoty-Puławy. 

## Palmarès

### En clubs
- 3e place du Championnat de Pologne en 2015, 2016, 2017

### En équipe nationale
- 17e place du Championnat du monde 2017
- 13e place du Championnat du monde 2021